# Multiversion Concurrency Control
Multiversion Concurrency Control (MVCC) – mechanizm kontroli współbieżności. Ogólna koncepcja wykorzystywana w różnej formie przez wiele współczesnych systemów baz danych, sprowadzająca się do umożliwienia jednoczesnego dostępu oraz wykonywania operacji na tych samych danych wielu odbiorcom.